# 1236
Het jaar 1236 is het 36e jaar in de 13e eeuw volgens de christelijke jaartelling.

## Gebeurtenissen
januari

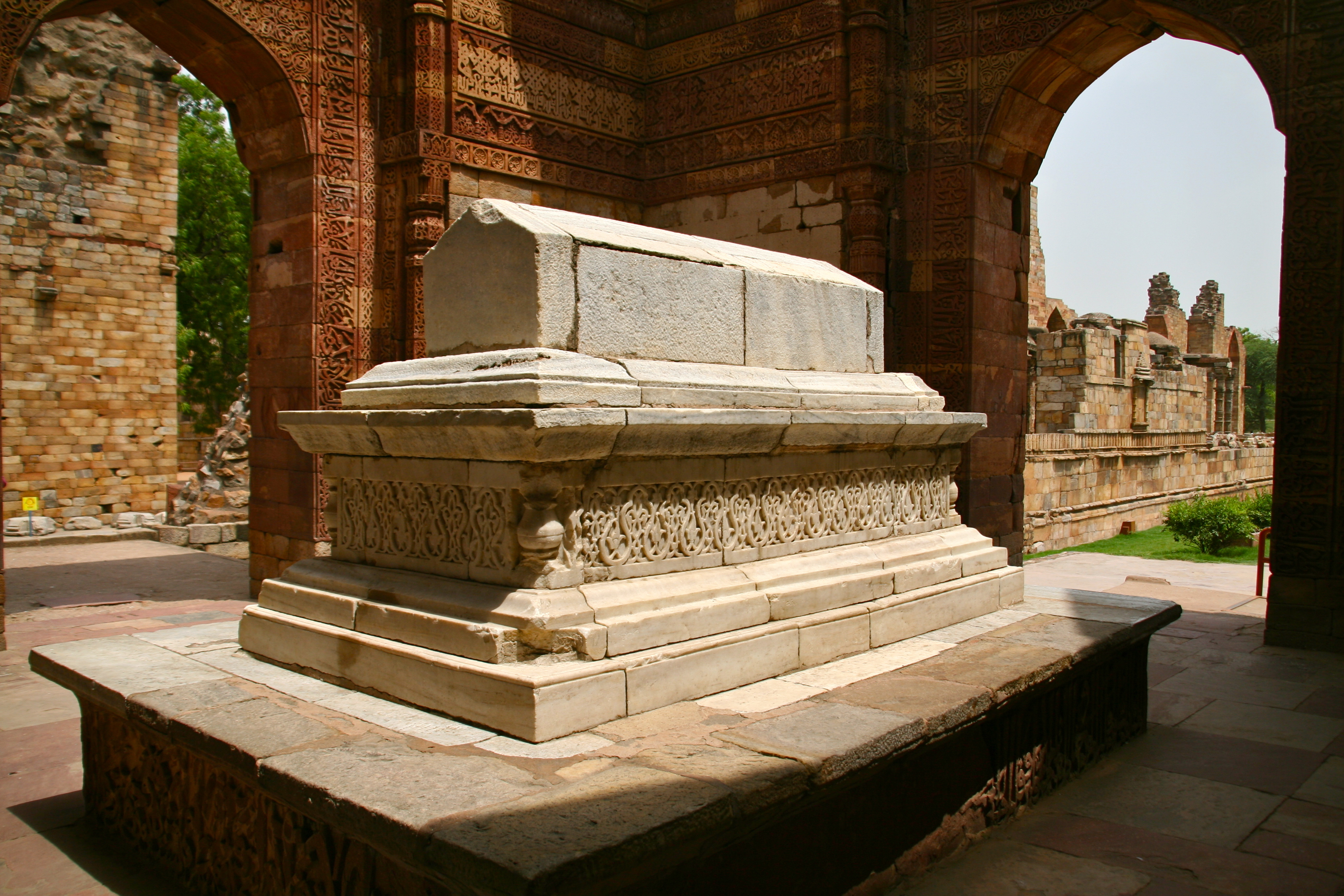
graftombe van Itutmish

- 20 - Hendrik III van Engeland huwt met Eleonora van Provence.

mei
- 1 - In aanwezigheid van Keizer Frederik II wordt Elisabeth van Thüringen door de paus heilig verklaard.
- 25 - Otto II van Gelre, in zijn hoedanigheid van graaf van Zutphen, koopt het gebied van Grol van Hendrik II van Borculo.

juni
- 20 - Verdrag van Kremmen: Wartislaw III van Pommeren erkent leenhorigheid aan Johan I en Otto III van Brandenburg

zonder datum
- Batu Khan sticht het rijk van de Gouden Horde.
- Ferdinand III van Castilië verovert Córdoba op de Moren.
- Slag bij Saule: De Orde van de Zwaardbroeders onder Volkwin wordt verslagen door de Samogitiërs.
- koninkrijk Portugal verovert het grootste deel van de Algarve.
- De Trinitariërs krijgen een vrouwelijke tak.
- Doetinchem krijgt stadsrechten.
- kloosterstichting: Augustijnenklooster Hasselt, Maubuisson, Sint-Bernardusabdij (Vremde)
- Stadsbranden in Aken en Brussel.
- oudst bekende vermelding: Eizingen, Heino

## Opvolging
- Delhi: Iltutmish opgevolgd door zijn zoon Ruknuddin Firuz, op zijn beurt opgevolgd door diens zuster Razia
- Orde van Sint-Jan (grootmeester): Guérin Lebrun opgevolgd door Bertrand de Comps
- Urgell: Ponce I als opvolger van Aurembiaix

## Afbeeldingen

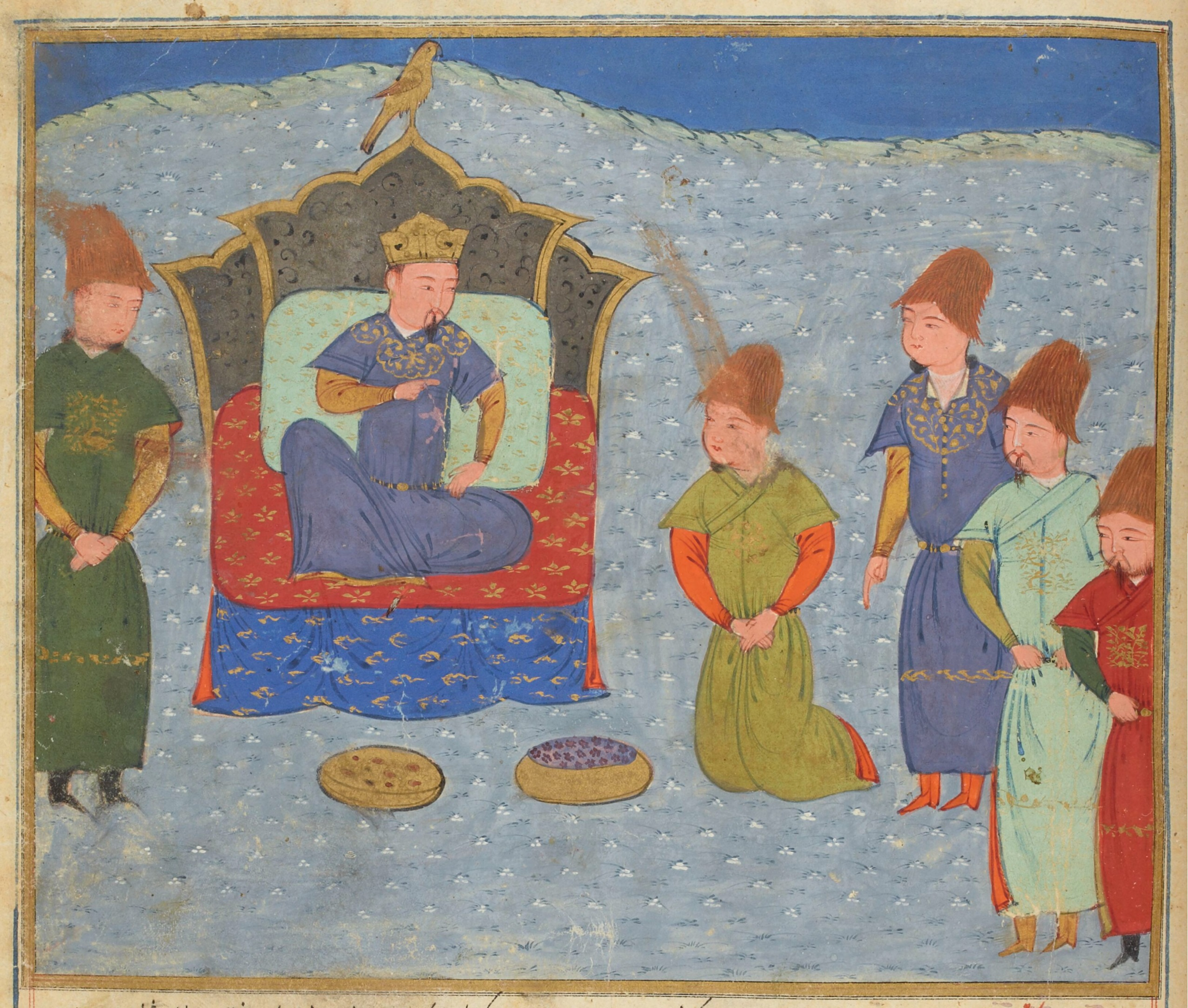
Batu Khan op de troon van de Gouden Horde
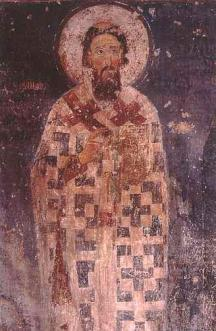
Sava van Servië

## Geboren
- 6 juni - Wen Tianxiang, Chinese generaal
- Qutb al-Din al-Shirazi, Perzisch geleerde
- Leo III, koning van Armenië (1269/1270-1289) (jaartal bij benadering)

## Overleden
- 14 januari - Sava van Servië (60), aartsbisschop van Servië, stichter van de Servisch-orthodoxe kerk
- 1 mei - Iltutmish, sultan van Delhi (1211-1236)
- 10 juni - Diana degli Andalò (~34), Italiaans kloosterstichtster
- 30 juli - Ingeborg van Denemarken, echtgenote van Filips II van Frankrijk
- 22 september - Volkwin, legermeester van de Orde van de Zwaardbroeders
- Dirk I van Brederode, Hollands edelman
- Guérin Lebrun, grootmeester van de Orde van Sint Jan van Jeruzalem
- Hendrik II van Borculo, Nederlands edelman
- Johannes de Sacrobosco, Engels wiskundige
- Johannes van Ibelin (~58), Jeruzalems edelman
- Süleyman Shah (~58), Turks leider
- Waldemar van Denemarken, aartsbisschop van Bremen (jaartal bij benadering)